# Hans Rohrbach
Hans Rohrbach (Berlim, 27 de fevereiro de 1903 – Bischofsheim an der Rhön, 19 de dezembro de 1993) foi um matemático alemão. Trabalhou como algebrista e teórico dos números e mais tarde trabalhou como criptoanalista no Pers Z S, o escritório de cifras do Ministério das Relações Exteriores da Alemanha, durante a Segunda Guerra Mundial. Ficou conhecido como a pessoa que quebrou a cifra O-2 diplomática dos Estados Unidos, uma variante da cifra de tira M-138-A durante 1943. Rohrbach escreveu um relatório sobre a quebra da cifra de tira quando foi capturado na TICOM (Target Intelligence Committee), o esforço aliado para cercar e apreender pessoas e materiais da inteligência alemã.

## Formação e trabalho
Hans Rohrbach era filho do jornalista Paul Rohrbach e de sua mulher Clara (nascida Müller), que se casaram em Berlim em 1897. Sempre houve confusão em torno do nome de Rohrbach; uma fonte fornece seu nome completo como Hans Joachim Albert Rohrbach, enquanto o matemático Bernhard Neumann acreditava que seu nome completo era Hans Wolfgang Rohrbach, e tinha certeza de que sua inicial do meio era 'W'.
Rohrbach entrou no ginásio (escola) em Friedenau, Berlim, no outono de 1909, e permaneceu lá até o outono de 1917. Entrou então entrou no Fichte Gymnasium em Wilmersdorf. Depois de ter passado com sucesso no exame final da escola em 1921, entrou na Universidade de Berlim, onde estudou matemática, física e filosofia por dois anos. Em 1923, como chefe da organização estudantil Mathematisch-Physikalische Arbeitsgemeinschaft (Grupo de Trabalho de Matemática e Física) de Berlim, foi com seu pai para os Estados Unidos. A visita, que Rohrbach chamou de sua visita de propaganda, foi um tour pelas universidades para arrecadar dinheiro para estudantes empobrecidos de Berlim. A economia da Alemanha, que passava por um período de hiperinflação, tornava a vida extremamente difícil para os estudantes, que tinham que trabalhar para complementar sua renda.
No outono de 1924 Rohrbach retomou seus estudos na Universidade de Berlim e estudou lá até 1929. No final da década de 1920 começou a trabalhar em sua tese de doutorado, intituladaDie Charaktere der binären Kongruenzgruppen mod p2, orientado por Issai Schur. Ele a defendeu e concluiu seu doutorado em 25 de julho de 1932.
Enquanto estudava na Universidade de Berlim, Rohrbach conheceu a colega Rose Gadebusch (nascida em 1905), que estudou matemática a partir de 1925. Gadebusch teve um papel importante na Mathematisch-Physikalische Arbeitsgemeinschaft. Após a formatura ela assumiu um cargo no Ginásio Feminino. Rohrbach casou com ela por volta de 1932.
Em 1936 Rohrbach foi nomeado assistente sênior na Universidade de Göttingen, onde obteve em 1937 a habilitação com um artigo intitulado Ein Beitrag zur additiven Zahlentheorie nebst einer Anwendung auf eine Gruppentheoretische Frage.
Em 1 de abril de 1938 foi nomeado assistente sênior do Instituto de Matemática da Universidade Carolina. Em 1941 foi promovido a professor extraordinário e em 1942 tornou-se professor ordinário, e também atuou como Diretor do Instituto de Matemática.
Rohrbach era membro do Partido Nacional-Socialista dos Trabalhadores Alemães e da SA (a ala paramilitar original do partido, posteriormente substituída pela SS), mas não foi considerado totalmente confiável devido à sua amizade com colegas judeus.
Após o fim da guerra Rohrbach não teve permissão para lecionar por uma série de razões. No entanto, foi nomeado professor visitante no Departamento de Matemática da Faculdade de Ciências da Universidade de Mainz, 1946–1951. De 1951 a 1957 foi professor extraordinário na Faculdade de Ciências de Mainz e, mais tarde, decano da Faculdade de Ciências Naturais de 1954–1958. Foi então professor associado no Departamento de Matemática entre 1957 e 1969. Enquanto desempenhava todas essas funções, foi nomeado diretor do Departamento de Matemática de Mainz, cargo que ocupou de 1958 a 1970.
Entre 24 de novembro de 1966 e 1967 foi Reitor da Universidade de Mainz. Entre julho de 1967 - 1977 foi diretor do centro consultivo para questões da vida estudantil na Universidade de Mainz. Também foi editor do Journal für die reine und angewandte Mathematik no período 1952–1977, auxiliando Helmut Hasse.

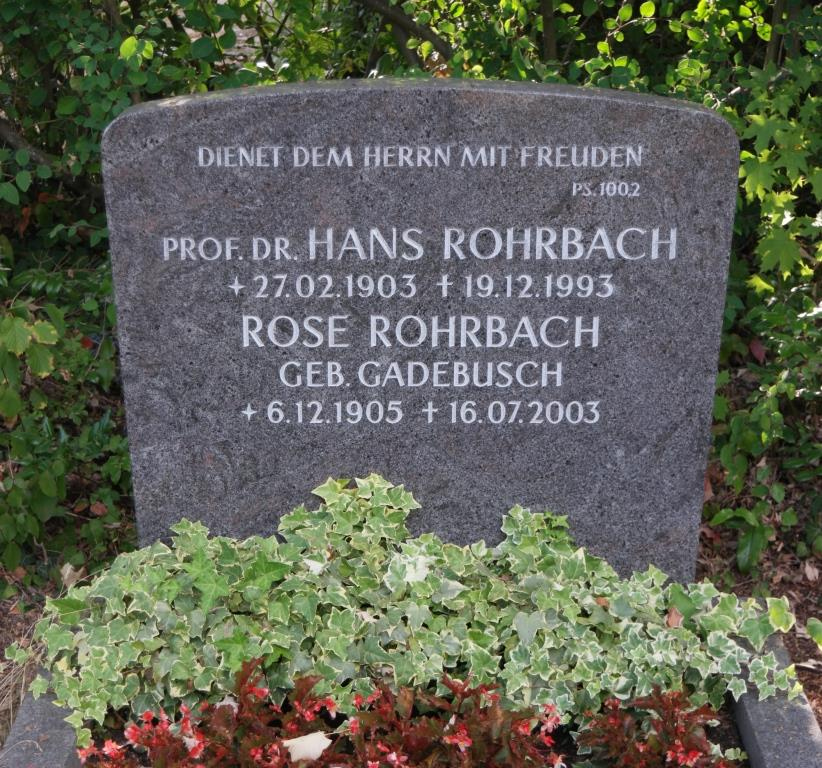
Sepultura de Rohrback no Hauptfriedhof Mainz

## Publicações
- Rohrbach, Hans (1930), «Lösung der Aufgabe 66» [Solution to Problem 66], Jahresbericht der Deutschen Mathematiker-Vereinigung (em alemão), 39: 3–4
- Rohrbach, Hans (1931), «Bemerkungen zu einem Determinantensatz von Minkowski» [Remarks on a Determinant Theorem by Minkowski], Jahresbericht der Deutschen Mathematiker-Vereinigung (em alemão), 40: 49–53
- Rohrbach, Hans (1932), «Lösung der Aufgabe 84» [Solution to Problem 84], Jahresbericht der Deutschen Mathematiker-Vereinigung (em alemão), 41: 8–9
- Rohrbach, Hans (1932), «Lösung der Aufgabe 89» [Solution to Problem 89], Jahresbericht der Deutschen Mathematiker-Vereinigung (em alemão), 41: 38–39
- Rohrbach, Hans (1932). Die Charaktere der binären Kongruenzgruppen mod p2. Col: Dissertation Friedrich-Wilhelms-Universität zu Berlin (em alemão). Sonderdruck aus Schriften des Mathematischen Seminars und des Instituts für angewandte Mathematik der Universität Berlin, Band 1, Heft 2, S. 33–94. Leipzig: B. G. Teubner
- Rohrbach, Hans (1933), «Bemerkung zur Aufgabe 89» [Remark on Problem 89], Jahresbericht der Deutschen Mathematiker-Vereinigung (em alemão), 42: 9–12
- Rohrbach, Hans (1937), «Ein Beitrag zur additiven Zahlentheorie» [A contribution to additive number theory], Mathematische Zeitschrift (em alemão), 42: 1–30, doi:10.1007/bf01160061, hdl:10338.dmlcz/140442
- Rohrbach, Hans (1937), «Beweis einer zahlentheoretischen Ungleichung» [Proof of a number theoretical inequation], Journal für die reine und angewandte Mathematik (em alemão), 177: 193–196
- Rohrbach, Hans (1937), «Anwendung eines Satzes der additiven Zahlentheorie» [Application of a theorem from additive number theory], Mathematische Zeitschrift (em alemão), 42: 538–542, doi:10.1007/bf01160093
- Rohrbach, Hans (1937), «Ein Identitätssatz für Polynome» [An identity theorem for polynomials], Journal für die reine und angewandte Mathematik (em alemão), 177: 55–66
- Rohrbach, Hans (1938), «Einige neuere Untersuchungen über die Dichte in der additiven Zahlentheorie» [Some recent studies on the density in additive number theory], Jahresbericht der Deutschen Mathematiker-Vereinigung (em alemão), 48: 199–236
- Rohrbach, Hans (1939), «Vereinfachter Beweis eines Identitätssatzes für Polynome» [Simplified proof of an identity theorem for polynomials], Journal für die reine und angewandte Mathematik (em alemão), 180: 189–190
- Rohrbach, Hans (1939), «Berichtigungen (Zu Band 42, S. 1–30)» [Corrections (For Volume 42, p. 1–30)], Mathematische Zeitschrift (em alemão), 44: 794, doi:10.1007/bf01210683
- Paul Armsen and Hans Rohrbach, sequences in permutations, Ber. Math. meeting Tübingen 1946 (1946), pp36–37.
- Hans Rohrbach (1947), «Mathematische und maschinelle Methoden beim Chiffrieren und Dechiffrieren», Zeitschrift für Angewandte Mathematik und Mechanik, ISSN 1521-4001 (em alemão), 25 (5–6): 139–140, Bibcode:1947ZaMM...25..139R, doi:10.1002/zamm.19470250510
- A comment to a work by H Hadwiger, Mitt. Club. Switzerland. Insurance. Math. 48 (1948), pp43–45.
- The number of numbers with predefined checksum, Math. Requirements. 1 (1948), pp357–364.
- Paul Armsen and Hans Rohrbach, sequences in permutations, Arch. Math., Oberwolfach 1 (1948), pp106–112.
- The axiom system of Erhard Schmidt for the set of natural numbers, Math. Requirements. 4 (1951), pp315–321.
- Hans Rohrbach and Bodo Volkmann, the convergence quantities episodes, Math Ann. 124 (1952), pp298–302.
- Hans Rohrbach and Bodo Volkmann, to the theory of asymptotic density, J. Reine Angew. Math. 192 (1953), pp102–112.
- Mathematical and mechanical methods to encrypt and decrypt, in science and medicine in Germany, 1939–1946 vol. 3. applied mathematics, part 1 (Verlag Chemie, Weinheim, 1953), pp233–257.
- Hans Rohrbach and Bodo Volkmann, generalized asymptotic densities, J. Reine Angew. Math. 194 (1955), pp195–209.
- Robert E Clark and Hans Rohrbach, to the theory of asymptotic density. II, J. Reine Angew. Math. 201 (1959), pp113–118.
- Hans Rohrbach and Jürgen Weiss, the finite case of the Bertrandschen postulate, J. Reine Angew. Math. 214/215 (1964), pp432–440.
- Hans Rohrbach, Erhard Schmidt. A picture of life, Jahresber. Dtsch. Math. Ver. 69 (4.1) (1967–68), pp209–224.
- Alfred Brauer and Hans Rohrbach, some applications of matrix theory to algebraic equations, J. Reine Angew Math. 236 (1969), pp11–25.
- Hans Rohrbach (1973), «The Logogryph of Euler», Journal für die reine und angewandte Mathematik, ISSN 0075-4102 (em alemão), 262/263: 392–399
- Alfred Brauer and Hans Rohrbach (eds.), Issai Schur, collected papers. Vols. I, II, III (Springer-Verlag, Berlin-Heidelberg-New York, 1973).
- Hans Rohrbach (1978) [1948], traduzido por Hardie, Bradford, «Mathematical and Mechanical Methods in Cryptography. Sections A–D» [Mathematische und Maschinelle Methoden beim Chiffrieren und Dechiffrieren], Cryptologia, ISSN 1558-1586 (em inglês), 2 (1): 20–37, doi:10.1080/0161-117891852767 (originally published as  Mathematische und Maschinelle Methoden beim Chiffrieren und Dechiffrieren, FIAT Review of German Science, Applied Mathematics, Part I, pp. 233–257, Wiesbaden, 1948)
- Hans Rohrbach (1978) [1948], traduzido por Hardie, Bradford, «Mathematical and Mechanical Methods in Cryptography. Sections E–F» [Mathematische und Maschinelle Methoden beim Chiffrieren und Dechiffrieren], Cryptologia, ISSN 1558-1586 (em inglês), 2 (2): 101–121, doi:10.1080/0161-117891852848 (originally published as  Mathematische und Maschinelle Methoden beim Chiffrieren und Dechiffrieren, FIAT Review of German Science, Applied Mathematics, Part I, pp. 233–257, Wiesbaden, 1948)
- Hans Rohrbach, Richard Brauer to the memory Jahresber. Dtsch. Math. Ver. 83 (3) (1981), pp125–134.
- Hans Rohrbach, Helmut Hasse, and Crelle's Journal, Mitt. Math GES. OHIM. 11 (1) (1982), pp155–166.
- Hans Rohrbach (ed.), Journal for pure and applied mathematics, EST. 1826 by August Leopold Crelle. Total register, vol. 1–300th alphabetical author index. (Walter de Gruyter, Berlin – New York, 1984).
- Schneider, Albert; Rohrbach, Hans (1985), Prof. Dr. phil. Rudolf Kochendörffer (21.11.1911 – 23.8.1980; Bestandsverzeichnis aus dem Wissenschaftsarchiv der Universität Dortmund) [Prof. Dr. phil. Rudolf Kochendörffer (21.11.1911 – 23.8.1980; Inventory from the science archive of the University of Dortmund)], ISBN 978-3-921823-07-1 (em alemão), Dortmund: Universitätsbibliothek
- Hans Rohrbach, Alfred Brauer to the memory Jahresber. Dtsch. Math. Ver.. 90 (3) (1988), pp145–154.
- Hans Rohrbach, Helmut Hasse and Crelle's Journal. Translated from the 1982 German original by Bärbel Deninger, J. Reine Angew. Math. 500 (1998), pp5–13.